# Phyllotreta insularis
Phyllotreta insularis – gatunek chrząszcza z rodziny stonkowatych i plemienia pchełek ziemnych (Alticini).
Takson ten opisany został w 1942 roku przez Franza Heikertingera jako podgatunek P. downesi. W 2011 roku wyniesiony został do rangi gatunku przez Chi-Feng Lee i współpracowników.
Chrząszcz o ciele długości od 2,9 do 3,7 mm i szerokości od 1,3 do 1,7 mm. Ubarwiony metalicznie niebiesko z czarniawobrązowymi czułkami i odnóżami z wyjątkiem tylnych ud. Czułki krótsze niż u P. downesi, 0,7 razy tak długie jak ciało. Na przedpleczu przestrzenie między gęsto rozmieszczonymi punktami szagrynowane, na pokrywach z niewyraźnymi, podłużnymi listewkami. Spermateka samicy z szerokim zbiorniczkiem i długim, smukłym przewodem proksymalnym. Ostatni widoczny sternit odwłoka u samca z podłużną listwą środkową, a tectum jego edeagusa wydłużone.
Pchełka ta żeruje na Crateva adansonii formosensis i jest endemitem Tajwanu, znanym wyłącznie z Sheting Nature Park w południowej części kraju.